# Dolichopeza bicornigera
Dolichopeza bicornigera är en tvåvingeart som beskrevs av Alexander 1932. Dolichopeza bicornigera ingår i släktet Dolichopeza och familjen storharkrankar. Inga underarter finns listade i Catalogue of Life.